# Temple protestant de Vilnius
 (mai 2024).
Le temple protestant de Vilnius est un temple protestant calviniste construit entre 1830 et 1835 à Vilnius. L'édifice est de style classique en forme de temple à colonnade dorique et à fronton à la grecque. Il dépend de l'Église réformée lituanienne.

## Histoire

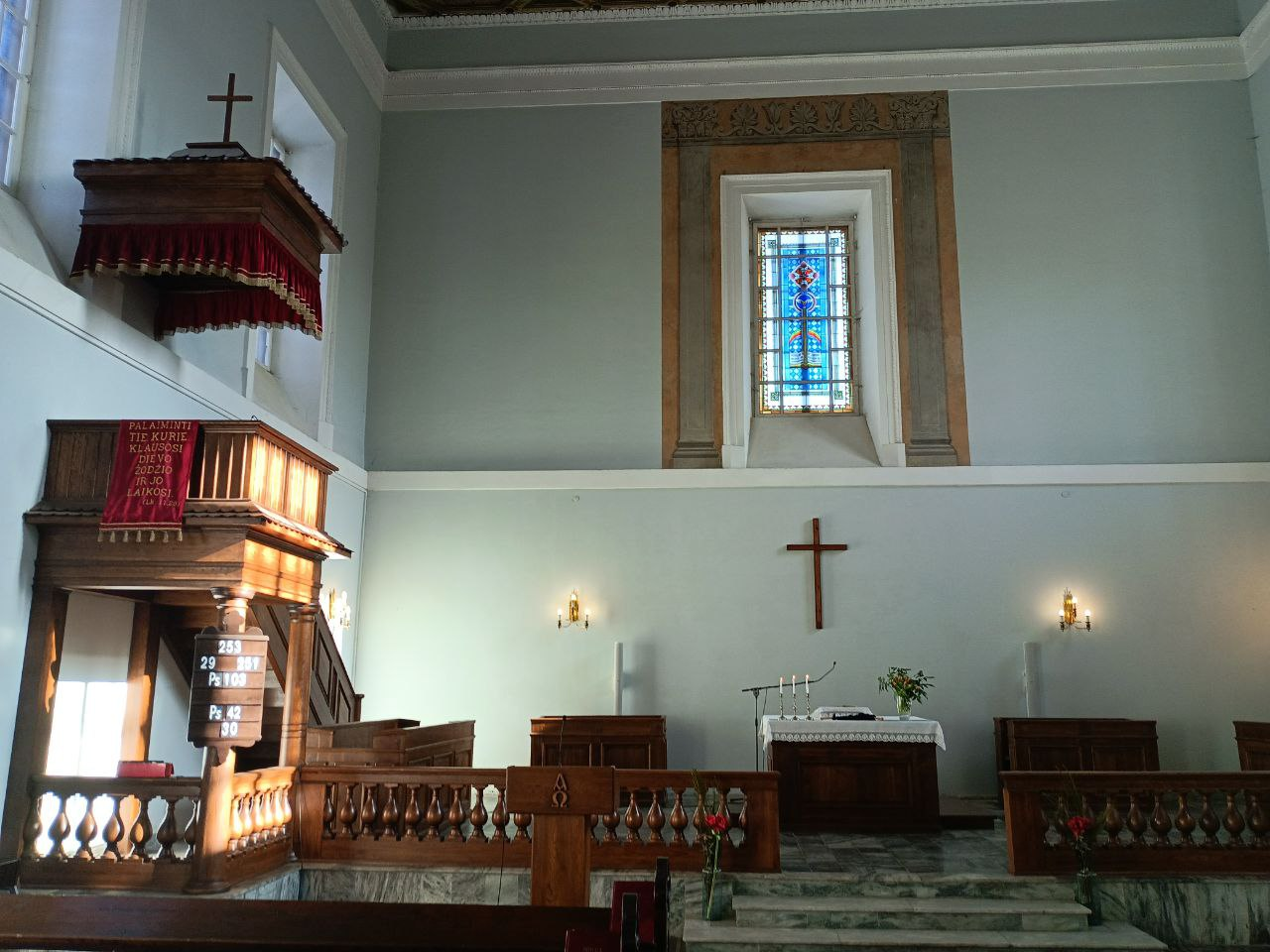

Le premier temple calviniste de Vilnius était dédié à l'archange saint Michel et a été construit en 1640 rue Saint-Michel.
Celui-ci a été conçu par l'architecte polonais Karol Podczaszynski (1790-1860), dont il est l'œuvre la plus remarquable. L'église a été transformée en salle de cinéma en 1945 par les autorités communistes lituaniennes d'URSS.
Elle a été restituée à la paroisse calviniste locale en 1991.